# أوجاين
أُجَّيْن (بالهندستانية: اُجَّین، उज्जैन) قديما أَوَنْتِيكَة (اونتیکہ) مدينة هندية تقع في ولاية مدية برديش في منطقة مالوا وهي مدينة تاريخية كانت في العصور القديمة عاصمة لمملكة افانتي وكان موقعها الجغرافي بمثابة خط الطول الرئيسي بالنسبة للجغرافيين الهنود في العصور القديمة.

## أعلام
- بهاسكارا الثاني
- فيفيان دسينا
- جوهي بارمار